# 伊達村寿
伊達 村寿（だて むらなが）は、江戸時代中期から後期にかけての大名。伊予国宇和島藩6代藩主。官位は従四位下・大膳大夫、侍従、遠江守、右近衛権少将。

## 略歴
宝暦13年（1763年）1月4日（または宝暦11年（1761年））、伊達村候の四男として誕生。
安永6年（1777年）11月15日に元服し、仙台藩主で義父・伊達重村から偏諱を賜って村寿と名乗る。寛政6年（1794年）、父の死去により家督を継ぐ。藩政においては財政再建のために倹約令を出したが、家老の稲井甚太左衛門と番頭の萩森宏綱が藩の主導権をめぐって争い、萩森騒動を起こすなど、改革は停滞した。
文化14年（1817年）から病気を理由にして、長男・宗紀に藩の実権を預ける。その後の文政7年（1824年）9月12日、家督を譲って隠居し、天保7年（1836年）3月10日に死去した。

## 系譜
- 父：伊達村候（1725-1794）
- 母：護姫 - 鍋島宗茂の娘
- 正室：順姫（助子） - 伊達重村の娘
  - 長女：包 - 夭折
  - 五男：伊達村明
  - 七男：壽祺
- 側室：田中氏
  - 長男：伊達宗紀（1792?-1889）
  - 次男：松根候智 - 松根氏を継ぐ
  - 三男：蒔田定邦 - 蒔田定祥の養子、備中浅尾 寄合旗本
  - 四男：伊達宗翰（1796-1845） - 伊達村芳の養子
- 側室：浅見氏
  - 六男：壽俊
  - 二女：勝 - 京極高朗と婚約　婚前死去
  - 三女：雍 - 伊達寿光養女、伊達光和の室、志賀為重の室
  - 四女：辰 - 神尾寿煕の養女、神尾氏秘の室
  - 六女：静 - 桜田寿茂の室
- 側室：鬼生田氏
  - 七女：央 - 夭折
- 側室：滝本氏
  - 四女：純 - 桜田親敬の養女、望月重威の室

## 関連書籍
- 『伊達村壽公傳』（兵頭賢一）
- 近代史文庫宇和島研究会(1980)　『家中由緒書　下』　近代史文庫宇和島研究会